# Chiesa di San Pietro (Manningford)
La chiesa di San Pietro (in inglese St Peter's church) è la parrocchiale anglicana che si trova a Manningford Bruce, villaggio nella parrocchia civile di Manningford, contea del Wiltshire nel Sud Ovest dell'Inghilterra, Regno Unito. Il luogo di culto risale all'XI secolo, rientra nella diocesi di Salisbury ed è considerato un monumento classificato di prima categoria per il suo particolare interesse storico e architettonico.

## Storia

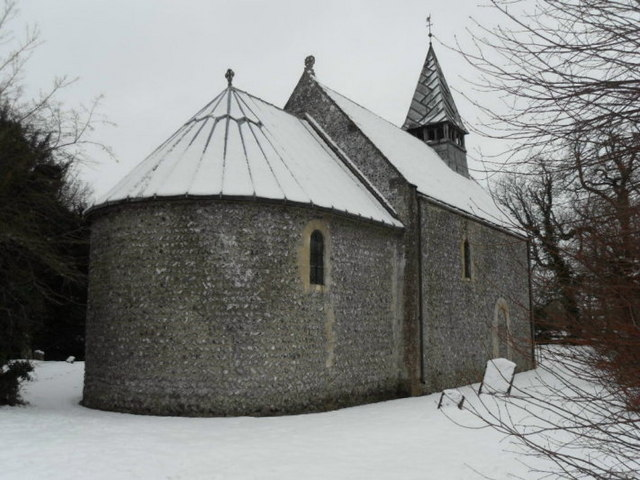
Parte absidale della chiesa

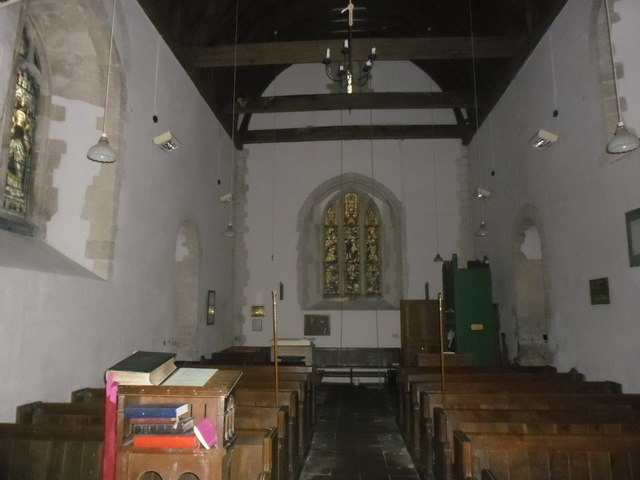
Interno della navata

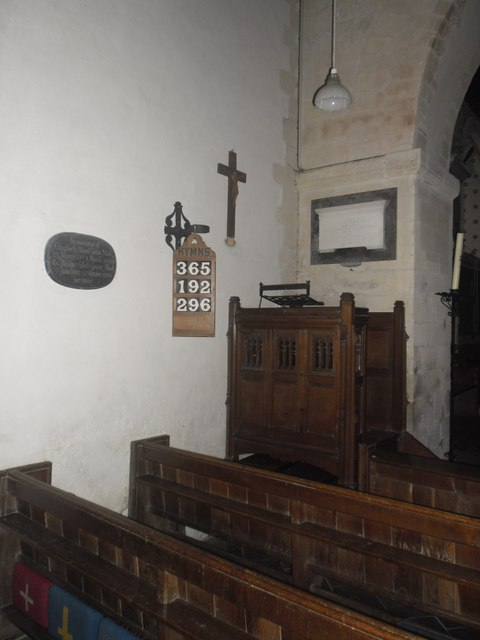
Pulpito ligneo

La chiesa fu costruita alla fine dell'XI o al più tardi all'inizio del secolo successivo. La prima menzione della chiesa risale al 1291, quando fu consacrata a San Pietro. La prima presentazione di un rettore avvenne nel 1341 per iniziativa di Mary de Breuse. Nel 1783 i servizi nella piccola cappella si tenevano una volta al giorno, alternativamente al mattino e al pomeriggio. Nel 1812 si mantenne ancora un solo servizio frequentato da 30 o 40 fedeli. Nel 1864 alla domenica i tempi delle funzioni cambiarono, con un servizio pomeridiano ogni settimana e servizi alterni al mattino. Dal punto di vista della struttura la navata e il presbiterio risalgono all'XI secolo quando già erano presenti l'arco che dava accesso al presbiterio nel quale c'erano due finestre. Nella navata c'era una finestra a nord e le porte a nord e a sud. Il portico sud venne costruito nel XIII secolo e le modifiche come l'ampliamento della finestra della navata sud e il campanile occidentale sono del XV secolo. L'edificio fu restaurato nel 1882, quando la navata e il portico furono ricostruiti, i tetti furono tutti sostituiti e fu aggiunta la torre campanaria, con guglia in legno. L'intonaco esterno fu rimosso per rivelare le pareti in selce. Questo lavoro di restauro rivelò un dipinto murale raffigurante il Giudizio Universale sotto l'intonaco della parete nord della navata. La comunità dei fedeli non crebbe mai sensibilmente di numero e non fu particolarmente ricca quindi la chiesa è rimasta molto simile a quella del XII secolo. I registri della chiesa sono conservati nel Wiltshire and Swindon History Centre a Chippenham. Il registro dei battesimi interessa gli anni dal 1657 al 1916, i matrimoni dal 1660 al 1983 e le sepolture dal 1658 al 1986.

## Descrizione
L'English Heritage ha inserito dal 27 maggio 1964 la chiesa di San Pietro di Manningford Bruce nella parrocchia civile di Manningford tra gli edifici storici come monumento classificato di prima categoria per il suo particolare interesse storico e architettonico col numero 1300103. La chiesa appartiene alla diocesi di Salisbury.

### Esterni
La chiesa si trova nella parte meridionale dell'abitato di Manningford Bruce, villaggio di Manningford della contea del Wiltshire nel Sud Ovest dell'Inghilterra, Regno Unito. Manningford Bruce si trova a circa 8 miglia a nord-est di Marlborough. L'edificio è costruito in selce con decori in bugnato. Sebbene alcune finestre siano state aggiunte nel XV secolo, ci sono tre finestre storiche originali, così come la porta sud e la porta nord bloccata. La torre campanaria si trova a ovest e culmina con una copertura a forma di piramide acuta a basa quadrata in legno.

### Interni
Gli interni sono semplici, a navata unica, e risalgono probabilmente all'epoca normanna. Al presbiterio si accede attraverso l'arco santo al fianco del quale, sulla sinistra, si trova il pulpito in legno. L'unica scultura romanica è costituita dalle imposte dell'arco del presbiterio. Nella chiesa si conserva un calice del 1553 e un altro della fine del XVI secolo. C'e anche una patena, dono della famiglia Bliss, che riporta la data 1881. C'erano anche due piatti di peltro e una fiasca marchiati 1727, ma solo uno dei piatti era presente nel 1971.